# Telchinia vesperalis
Telchinia vesperalis is een vlinder uit de familie van de Nymphalidae.De wetenschappelijke naam van de soort is voor het eerst gepubliceerd in 1890 door Henley Grose-Smith.

## Verspreiding
De soort komt voor in Guinee, Sierra Leone, Liberia, Ivoorkust, Ghana, Nigeria, Kameroen, Congo-Brazzaville, Centraal Afrikaanse Republiek en Congo-Kinshasa. In West-Afrika is deze soort zeldzaam.

## Waardplanten
De rups leeft op soorten van de brandnetelfamilie (Urticaceae) t.w. Myrianthus arboreus en soorten van het geslacht Musanga.

## Ondersoorten
- Telchinia vesperalis vesperalis (Grose-Smith, 1890) (Kameroen, Congo-Brazzaville, Centraal Afrikaanse Republiek, Congo-Kinshasa)
- Telchinia vesperalis catori (Bethune-Baker, 1904) (Guinee, Sierra Leone, Liberia, Ivoorkust, Ghana, Nigeria)